# Кэрол Хьюз (актриса)
Кэ́рол Хьюз (англ. Carol Hughes; 17 января 1910, Чикаго, Иллинойс — 8 августа 1995, Бербанк, Калифорния) — американская киноактриса, менее известна как актриса театра и телевидения и певица.

## Биография
Катерина Мэйбл Хакилл (настоящее имя актрисы) родилась 17 января 1910 года в Чикаго (штат Иллинойс, США). Отца звали Чарльз Хакилл, он работал обойщиком; мать — Мэйбл Хакилл (до замужества — Стифт). Оба они были родом из Чикаго, бабушка и дедушка по материнской линии — эмигранты из Германии.
Девочка с детства проявила интерес к театральному искусству, и уже в 14 лет играла в коротких музыкальных комедиях в Ошкоше (штат Висконсин). В 15 лет она начала петь и играть на пианино. В конце 1920-х годов вместе с актёром Фрэнком Фэйленом организовала комедийный дуэт; в 1928 году пара поженилась и прожила вместе всю жизнь. К началу 1930-х годов их маленькая труппа имела заметный успех в небольших театрах Иллинойса и Висконсина. В 1935 году они перебрались в Голливуд, рассчитывая начать кинокарьеру. Это им удалось: Кэрол Хьюз (такой актёрский псевдоним она себе взяла) снималась с 1935 по 1953 год, её муж — с 1936 по 1978.
Кэрол Хьюз скончалась 8 августа 1995 года в городе Бербанк (Калифорния). Похоронена на кладбище Сан-Фернандо-Мишн (Лос-Анджелес, Калифорния).

### Личная жизнь
29 мая 1928 года Хьюз вышла замуж за актёра театра (позднее — кино и телевидения) Фрэнка Фэйлена (1905—1985). Пара прожила вместе 57 лет до самой смерти мужа. От брака остались двое дочерей: Кэй (1929 — ?) и Кэрол (1948 — ?), обе стали актрисами, хоть и малоизвестными.
С 1956 по 1968 год зятем Хьюз был известный телеведущий Реджис Филбин (муж Кэй).

## Избранная фильмография
За 19 лет (1935—1953) Кэрол Хьюз снялась в примерно 65 фильмах и двух эпизодах двух сериалов. Десять из этих лент были короткометражными, а в двадцати случаях она не была указана в титрах.

### В титрах указана
- 1936 — Золотая стрела[англ.] / The Golden Arrow — Хортенс Бёрк-Мейерс
- 1936 — Тракторы «Эртворм»[англ.] / Earthworm Tractors — Салли Блэр
- 1936 — Дело о бархатных коготках[англ.] / The Case of the Velvet Claws — Эстер Линтон
- 1936 — Трое на одной лошади[англ.] / Three Men on a Horse — Одри Троубридж
- 1937 — Готовы, желаем и в состоянии[англ.] / Ready, Willing, and Able — Энджи
- 1937 — Жениться на девушке[англ.] / Marry the Girl — Вирджиния Радуэй
- 1937 — Ренфрю из Королевской канадской конной полиции[англ.] / Renfrew of the Royal Mounted — Вирджиния Бронсон
- 1937 — Дело Уэстленда[англ.] / The Westland Case — Эмили Лу Мартин
- 1938 — Под западными звёздами / Under Western Stars — Элеанора Фэрбэнкс
- 1938 — Золотая шахта в небе[англ.] / Gold Mine in the Sky — Коди Лэнгем
- 1938 — Человек с Музыкальной горы[англ.] / Man from Music Mountain — Хелен Фостер
- 1939 — День, когда плакали букмекеры[англ.] / The Day the Bookies Wept — Пэтси
- 1940 — Флэш Гордон покоряет Вселенную[англ.] / Flash Gordon Conquers the Universe — Дейл Арден[англ.]
- 1940 — Полёт ангелов[англ.] / Flight Angels — Техас
- 1941 — Аварийная посадка[англ.] / Emergency Landing — Бетти Ламберт
- 1941 — Я буду ждать тебя[англ.] / I'll Wait for You — Салли Трэверс[7]
- 1941 — Ужасный груз[англ.] / Desperate Cargo — Пегги Мортон
- 1941 — Под праздничными звёздами[англ.] / Under Fiesta Stars — Барбара Эрвин
- 1941 — Лучший сержант Маллиган[англ.] / Top Sergeant Mulligan — Эвис
- 1945 — Прекрасный обман[англ.] / The Beautiful Cheat — Долли Марш[8]
- 1945 — Красный Дракон[англ.] / The Red Dragon — Маргерит Фонтан
- 1947 — Холостяк и девчонка[англ.] / The Bachelor and the Bobby-Soxer — Флоренс
- 1949 — Мёртв по прибытии / D.O.A. — Китти
- 1952 — Скарамуш[англ.] / Scaramouche — Пьеретта

### В титрах не указана
- 1935 — Скандалы Джорджа Уайта 1935 года / George White's 1935 Scandals — хористка
- 1936 — Ничего себе[англ.] / Strike Me Pink — «девушка Голдвина»[англ.], сидящая на полу в номере клуба «Лидо»
- 1936 — Нулевой предел[англ.] / Ceiling Zero — Птичка
- 1939 — Любовный роман[англ.] / Love Affair — хозяйка ночного клуба
- 1939 — Женщины / The Women — продавщица в салоне
- 1940 — Каролина Луна[англ.] / Carolina Moon — женщина на завтраке
- 1941 — Девушка, парень и моряк[англ.] / A Girl, a Guy and a Gob — девушка в танцевальном зале
- 1942 — На судне[англ.] / Ship Ahoy — секретарша
- 1942 — Я женился на ангеле[англ.] / I Married an Angel — Нелли Беллас
- 1942 — Счастливчик Джордан[англ.] / Lucky Jordan — девушка в задней комнате
- 1945 — Шальные девяностые[англ.] / The Naughty Nineties — Тесси
- 1948 — Каждая девушка должна выйти замуж[англ.] / Every Girl Should Be Married — женщина за стойкой
- 1949 — Слегка французский[англ.] / Slightly French — секретарша
- 1949 — Могучий Джо Янг / Mighty Joe Young — хозяйка ночного клуба

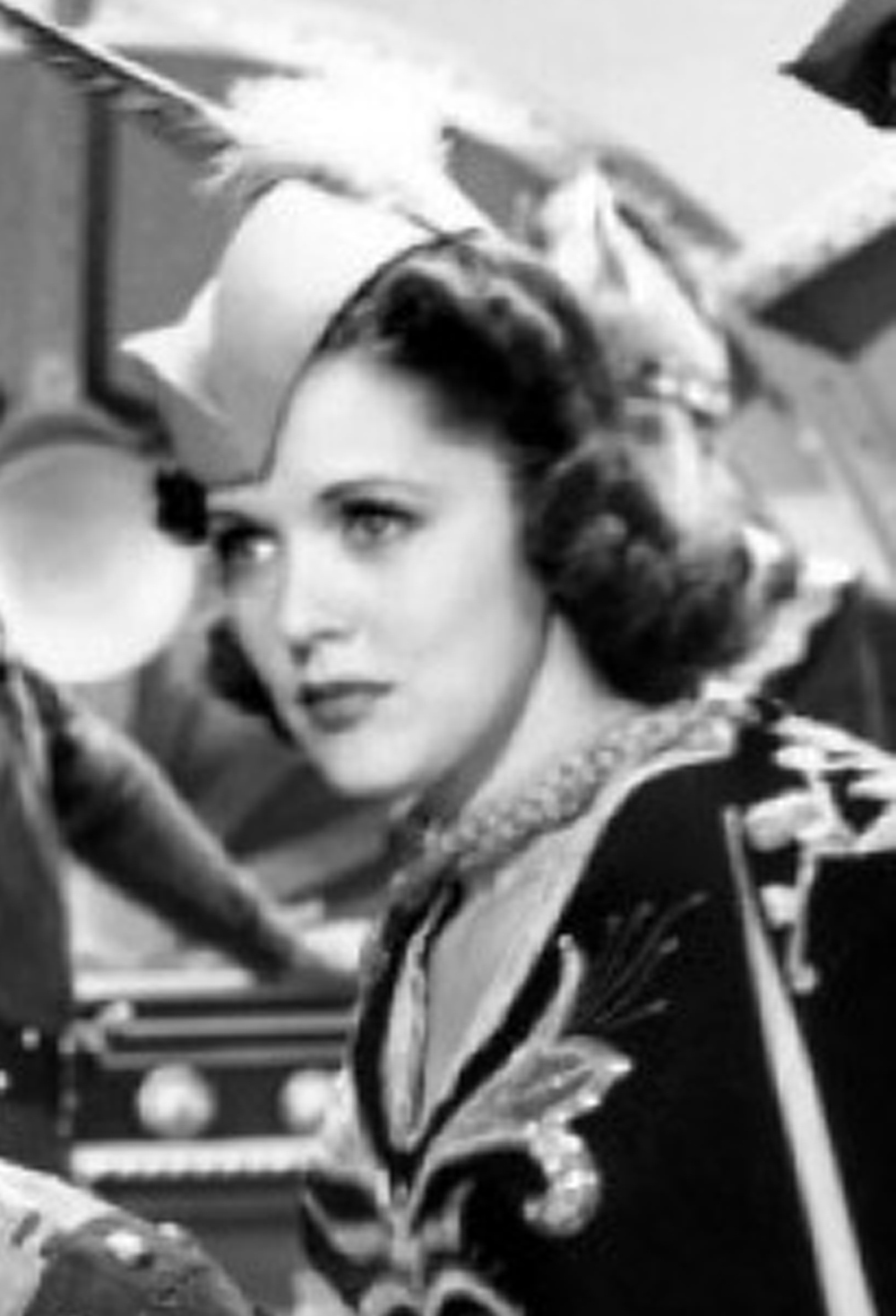
В киносериале «Флэш Гордон покоряет Вселенную[англ.]» (1940)
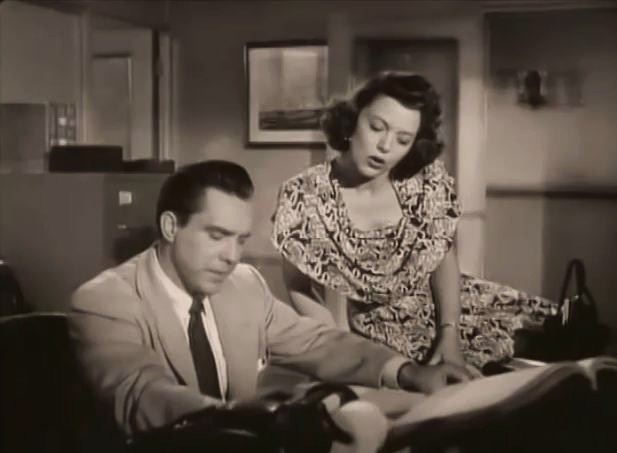
С Эдмондом О’Брайеном в фильме «Мёртв по прибытии» (1949)